# Milosaurus
Milosaurus es un género extinto de sinápsidos pelicosaurios. Fue descubierto en el estado de Illinois, Estados Unidos, procedente del Carbonífero.